# Associazione Guide e Scouts Cattolici Italiani
L'Associazione Guide e Scouts Cattolici Italiani (AGESCI) è un'associazione giovanile educativa che si propone di contribuire alla formazione della persona nel tempo libero e nelle attività extra-scolastiche secondo i principi e il metodo dello scautismo adattati alla realtà sociale italiana. L'AGESCI è nata nel 1974 dalla fusione di due preesistenti associazioni: la maschile ASCI (Associazione scouts cattolici italiani) e la femminile AGI (Associazione guide italiane). L'AGESCI è diffusa in modo omogeneo sul territorio italiano, organizzata in Regioni, Zone e Gruppi locali. La Comunità Capi, l'organo educativo del Gruppo, organizza e coordina le attività rivolte agli associati, i quali sono suddivisi in Branche secondo l'età: lupetti e/o coccinelle (bambini e bambine), esploratori e guide (adolescenti) e rover e scolte (ragazzi e ragazze).
In occasione dei 50 anni Poste Italiane ha emesso un francobollo commemorativo in tiratura limitata.

## L'associazione
L'AGESCI nasce ufficialmente nel 1974, dall'unione di due organizzazioni, l'Associazione scouts cattolici italiani (ASCI) e l'Associazione guide italiane (AGI). È riconosciuta dalla Conferenza Episcopale Italiana (CEI). L'AGESCI e il Corpo nazionale giovani esploratori ed esploratrici italiani (CNGEI) formano assieme la Federazione italiana dello scautismo (FIS), unica federazione nazionale riconosciuta, appartenente all'Organizzazione mondiale del movimento scout (OMMS o WOSM) e all'Associazione mondiale guide ed esploratrici (AMGE o WAGGGS).
L'AGESCI è riconosciuta dal Dipartimento di Protezione civile e fornisce supporto nelle situazioni di emergenza nazionale come calamità naturali o grandi eventi. L'associazione ha inoltre stipulato protocolli d'intesa con il Ministero dell'ambiente, il Ministero dell'istruzione, dell'università e della ricerca e la Marina Militare Italiana. Aderisce inoltre al Progetto Policoro, una iniziativa della CEI rivolta ai giovani disoccupati e sottoccupati dell'Italia meridionale. Fa parte, infine, delle APS (Associazioni di Promozione Sociale), del Forum del Terzo Settore e di Libera. Mantiene relazioni con il Movimento Adulti Scout Cattolici Italiani (MASCI) e l'Associazione italiana guide e scouts d'Europa cattolici (FSE).
L'organo di stampa ufficiale è la testata Scout.

## Organizzazione
| Dati ufficiali sui censimenti 2024 tratti dai documenti preparatori al Consiglio Generale 2025. | Dati ufficiali sui censimenti 2024 tratti dai documenti preparatori al Consiglio Generale 2025. | Dati ufficiali sui censimenti 2024 tratti dai documenti preparatori al Consiglio Generale 2025. | Dati ufficiali sui censimenti 2024 tratti dai documenti preparatori al Consiglio Generale 2025. | Dati ufficiali sui censimenti 2024 tratti dai documenti preparatori al Consiglio Generale 2025. | Dati ufficiali sui censimenti 2024 tratti dai documenti preparatori al Consiglio Generale 2025. |
| ----------------------------------------------------------------------------------------------- | ----------------------------------------------------------------------------------------------- | ----------------------------------------------------------------------------------------------- | ----------------------------------------------------------------------------------------------- | ----------------------------------------------------------------------------------------------- | ----------------------------------------------------------------------------------------------- |
| Regione                                                                                         | Soci giovani                                                                                    | Soci adulti                                                                                     | Totale soci                                                                                     | N° unità                                                                                        | N° gruppi                                                                                       |
| Emilia-Romagna                                                                                  | 19799                                                                                           | 4433                                                                                            | 24232                                                                                           | 720                                                                                             | 187                                                                                             |
| Veneto                                                                                          | 19177                                                                                           | 4486                                                                                            | 23663                                                                                           | 739                                                                                             | 215                                                                                             |
| Lombardia                                                                                       | 15844                                                                                           | 3441                                                                                            | 19285                                                                                           | 621                                                                                             | 175                                                                                             |
| Sicilia                                                                                         | 14284                                                                                           | 3319                                                                                            | 17603                                                                                           | 617                                                                                             | 208                                                                                             |
| Lazio                                                                                           | 12929                                                                                           | 2718                                                                                            | 15647                                                                                           | 564                                                                                             | 174                                                                                             |
| Puglia                                                                                          | 9605                                                                                            | 2465                                                                                            | 12070                                                                                           | 427                                                                                             | 146                                                                                             |
| Toscana                                                                                         | 8534                                                                                            | 2079                                                                                            | 10613                                                                                           | 334                                                                                             | 101                                                                                             |
| Piemonte                                                                                        | 8319                                                                                            | 1728                                                                                            | 10047                                                                                           | 340                                                                                             | 101                                                                                             |
| Campania                                                                                        | 7707                                                                                            | 1870                                                                                            | 9577                                                                                            | 373                                                                                             | 120                                                                                             |
| Marche                                                                                          | 7095                                                                                            | 1634                                                                                            | 8729                                                                                            | 271                                                                                             | 78                                                                                              |
| Calabria                                                                                        | 5337                                                                                            | 1453                                                                                            | 6790                                                                                            | 262                                                                                             | 96                                                                                              |
| Liguria                                                                                         | 5383                                                                                            | 1087                                                                                            | 6470                                                                                            | 214                                                                                             | 58                                                                                              |
| Friuli-Venezia Giulia                                                                           | 3326                                                                                            | 887                                                                                             | 4213                                                                                            | 152                                                                                             | 50                                                                                              |
| Abruzzo                                                                                         | 3159                                                                                            | 812                                                                                             | 3971                                                                                            | 143                                                                                             | 48                                                                                              |
| Sardegna                                                                                        | 2800                                                                                            | 737                                                                                             | 3537                                                                                            | 146                                                                                             | 49                                                                                              |
| Umbria                                                                                          | 1906                                                                                            | 478                                                                                             | 2384                                                                                            | 74                                                                                              | 23                                                                                              |
| Trentino-Alto Adige                                                                             | 1436                                                                                            | 410                                                                                             | 1846                                                                                            | 62                                                                                              | 21                                                                                              |
| Basilicata                                                                                      | 933                                                                                             | 233                                                                                             | 1166                                                                                            | 44                                                                                              | 14                                                                                              |
| Molise                                                                                          | 678                                                                                             | 227                                                                                             | 905                                                                                             | 30                                                                                              | 12                                                                                              |
| Valle D'Aosta                                                                                   | 184                                                                                             | 50                                                                                              | 234                                                                                             | 11                                                                                              | 4                                                                                               |
| Comitato nazionale                                                                              | -                                                                                               | 14                                                                                              | 14                                                                                              | -                                                                                               | -                                                                                               |
| Totale                                                                                          | 148435                                                                                          | 34561                                                                                           | 182996                                                                                          | 6144                                                                                            | 1881                                                                                            |

L'AGESCI ha un'organizzazione verticale suddivisa in quattro livelli: livello nazionale, livello regionale, livello di Zona (che non segue una rigida divisione geografica e che non tiene conto di confini amministrativi come comuni e province), livello di Gruppo. I Gruppi sono indipendenti nelle attività dalle organizzazioni di Zona, regionali e nazionali. Ognuno di questi livelli possiede una complessa struttura il cui scopo è comunque finalizzato all'educazione dei bambini, ragazzi e giovani adulti.
Gli associati si dividono in due categorie, i soci giovani (minorenni, che vivono la propria personale esperienza di crescita) e i soci adulti (che svolgono l'azione educativa proposta dall'associazione). I soci adulti sono distinti in capi che hanno conseguito la nomina a capo, adulti in formazione che stanno completando l'iter formativo durante il loro servizio educativo, assistenti ecclesiastici (sacerdoti nell'ordine del presbiterato o dell'episcopato) e capi temporaneamente non in servizio.
Affiliata all'AGESCI è la Südtiroler Pfadfinderschaft, associazione scout cattolica di lingua tedesca operante nella provincia autonoma di Bolzano. È stato sottoscritto anche un accordo di collaborazione tra AGESCI e Slovenska zamejska skavtska organizacija (SZSO), organizzazione scout della minoranza slovena, presente nelle province di Trieste e Gorizia.

### Gruppo
Il Gruppo è la struttura che più di ogni altra è a contatto con gli educandi dopo l'unità (ulteriore suddivisione del gruppo) e che più di ogni altra svolge l'azione educativa scopo dell'associazione. Esso è composto dai capi e dagli adulti in formazione che formano la Comunità capi e che, su mandato dell'Associazione nella sua interezza, hanno la responsabilità diretta dei ragazzi cui fanno servizio. La Comunità capi svolge la sua azione educativa prima di tutto attraverso la stesura e l'attuazione di un Progetto educativo.
I componenti della Comunità capi devono, per poter svolgere il loro servizio educativo, prima di tutto aderire al Patto associativo, che sancisce i principi etici e morali dell'adulto che risponde a tale peculiare vocazione al servizio e nel corso di un certo numero di anni, compiere un iter di formazione, al termine del quale viene rilasciato un brevetto che riconosce sia a livello nazionale che internazionale il percorso svolto e la competenza acquisita. Solo da questo momento possono fregiarsi di una particolare insegna denominata Wood Badge ed essere considerati capi.
All'interno della Comunità capi possono esserci persone con diversi livelli di formazione che compiono servizio con i ragazzi: è la Comunità capi che si assume la responsabilità del mandato che, a ogni livello, è fiduciario. I rappresentanti legali del gruppo, denominati capi Gruppo, sono due, un uomo e una donna, eletti secondo statuto dai componenti la Comunità capi.
| Suddivisione in branche | Suddivisione in branche | Suddivisione in branche                         | Suddivisione in branche |
| Nome branca             | Fascia d'età            | Motto                                           |                         |
| ----------------------- | ----------------------- | ----------------------------------------------- | ----------------------- |
| Lupetti e Coccinelle    | 8 - 11/12               | Del nostro meglio (Lupetti) Eccomi (Coccinelle) |                         |
| Esploratori e Guide     | 11/12 - 16              | Estote parati                                   |                         |
| Rover e Scolte          | 16 - 20/21              | Servire                                         |                         |
|                         |                         |                                                 |                         |

Per quanto riguarda gli associati (educandi, bambini, ragazzi e uomini) esiste una suddivisione in base a tre fasce di età chiamate branche:
- Branca Lupetti e Coccinelle (L/C) - bambini/e dagli 8 agli 11/12 anni;
- Branca Esploratori e Guide (E/G) - ragazzi/e dagli 11/12 ai 16 anni;
- Branca Rover e Scolte (R/S) - giovani uomini/donne dai 16 ai 20/21 anni.

I/Le bambini/e, i/le ragazzi/e e gli/le uomini/donne svolgono le attività in gruppi chiamati unità: per le coccinelle il cerchio, per i lupetti il branco, per gli esploratori e le guide il reparto e per i rover e le scolte il clan/fuoco, con un primo momento chiamato noviziato.
Ogni unità può essere mista (maschi e femmine), monosessuata o parallela (due diverse unità composte solo da maschi e solo da femmine che vivono una serie programmata di attività durante l'anno). Le unità miste sono dirette da due capi, una donna e un uomo, secondo il principio per il quale ogni ruolo, a qualsiasi livello, è affidato congiuntamente a due persone di sesso differente (diarchia). Oltre a questi vi è un assistente ecclesiastico la cui presenza è su mandato del Vescovo della Diocesi a cui il gruppo appartiene.
I soci adulti esercitano la loro azione educativa attraverso un metodo scout, i cui principi generali sono delineati da Robert Baden-Powell e una metodologia differente per ogni branca, che ne concretizza gli strumenti. Il Gruppo, che può essere appoggiato a una parrocchia (ma non è la regola), prende il nome della località in cui si trova, seguito se necessario da un numero progressivo (per esempio: Roma 38).

### Zona
La Zona raccoglie, all'interno di una cornice territoriale che cambia in base alle esigenze individuate dal livello regionale, più Gruppi: generalmente da un minimo di sei a un massimo di venti. Compito precipuo della Zona è quello di promuovere la crescita e la formazione delle Comunità capi attraverso eventi, incontri e altri strumenti a sua disposizione. Ancora, essa deve agire affinché ci sia diffusione dello scautismo nel proprio territorio, attraverso l'apertura di altri gruppi, ha il compito creare collegamento con le autorità locali, quindi: le amministrazioni comunali e provinciali, altre associazioni, gli enti, le diocesi, ecc., deve stimolare l'incontro e il confronto tra i vari Gruppi, ha la facoltà di ideare e realizzare eventi per i ragazzi dei Gruppi che la compongono. Inoltre alla Zona, in collaborazione con la Formazione capi del livello regionale, è demandato il compito di organizzare e realizzare la formazione per i capi tirocinanti dei gruppi locali, in luogo di quello che era il Campo di formazione tirocinanti, CFT. Rappresentanti legali della Zona sono due responsabili (un uomo e una donna), eletti dall'Assemblea di Zona.
La Zona è strutturata nel modo seguente,
- Assemblea di Zona;
- Comitato di Zona;
- Consiglio di Zona.

Ognuna di queste strutture ha compiti e composizioni differenti. Gli obiettivi, le priorità, le modalità e i tempi per soddisfarle, sono i contenuti del Progetto di Zona.

### Regione
A differenza della Zona la Regione è una struttura che si identifica, a livello territoriale, con la regione amministrativa di appartenenza. Essa ha diversi compiti: attua un collegamento tra le diverse Zone, in collaborazione con la formazione capi del livello nazionale realizza il primo dei due campi di formazione per capi obbligatori (Campo di formazione metodologica, CFM), diffonde l'informazione attraverso la gestione del proprio sito e mezzo stampa, fa conoscere e valorizza l'esperienza regionale al livello superiore, si preoccupa, per il proprio livello, di curare i rapporti con gli organismi civili, se previsto realizza eventi per i soci giovani. Rappresentati legali della Regione sono due responsabili (un uomo e una donna), eletti dall'Assemblea regionale.
La Regione è strutturata nel modo seguente:
- Assemblea regionale;
- Comitato regionale;
- Consiglio regionale.

Ognuna di queste strutture ha compiti e composizioni differenti. Gli obiettivi, le priorità, le modalità e i tempi per soddisfarle, sono i contenuti degli Obiettivi prioritari regionali.

### Nazionale
Il livello nazionale è il riferimento per tutti gli associati. Esso assicura, attraverso una moltitudine di strutture, il collegamento tra le Regioni. Compiti specifici del livello nazionale sono quelli di: individuare le politiche di indirizzo dell'associazione, aggiornare la metodologia utilizzata e preservare la ricchezza del metodo, curare i rapporti con gli organismi civili a livello statale, reperire le risorse materiali ed economiche per perseguire gli obiettivi prefissati e diffondere adeguata informazione attraverso gli strumenti più idonei. La formazione capi nazionale organizza l'ultimo momento del percorso di formazione dei capi che è il Campo di formazione associativa (CFA). I rappresentanti legali dell'associazione, in questo caso, sono il Presidente e la Presidente. La Capo Guida e il Capo Scout hanno i compiti di rappresentare l'associazione nella sua interezza sia in Italia che all'estero, oltre che ad assicurare l'attuazione dei principi sanciti dallo Statuto AGESCI. Il livello nazionale è strutturato nel modo seguente:
- Consiglio generale
- Consiglio nazionale
- Comitato nazionale
- Commissione economica
- Collegio giudicante nazionale

Ognuna di queste cinque strutture ha compiti e composizioni differenti. Gli obiettivi, le priorità, le modalità e i tempi per soddisfarle sono i contenuti delle Strategie nazionali d'intervento. Ognuna delle tre branche e dei vari settori, in tutti i livelli associativi, vengono coordinati da due incaricati affiancati da un gruppo di collaboratori organizzati in una pattuglia. Gli Incaricati nazionali di Branca L/C prendono anche il nome tradizionale di Akela d'Italia e Arcanda d'Italia, mentre l'assistente ecclesiastico è Baloo d'Italia.

### Settori
A livello nazionale, lo statuto prevede l'esistenza dei seguenti Settori.
Settore nautico
Consente a tutte le unità, nautiche e non, di utilizzare lo strumento acqua come ambiente educativo per tutti, trovando la sua massima espressione nella branca E/G, attraverso l'esperienza dei reparti nautici e a indirizzo nautico, che scelgono il mare, il lago o il fiume come ambiente educativo privilegiato.
Settore giustizia, pace e nonviolenza
Sviluppa l'educazione alla pace, all'intercultura e alla mondialità, attraverso progetti di collaborazione con il sud del mondo.
Settore competenze
Offre agli esploratori e alle guide occasioni particolarmente qualificate per sviluppare le loro competenze tecniche.
Settore protezione civile
Propone attività educative riferite alla prevenzione; contemporaneamente si organizza in squadre tecniche pronte a intervenire nel caso di calamità.
Settore Foulard Bianchi
Propone attività educative verso la conoscenza e la valorizzazione della diversità. Vive la spiritualità mariana secondo il messaggio di Lourdes e si dedica al servizio dei malati sia nel corso dei pellegrinaggi sia nell'impegno quotidiano.
Settore rapporti internazionali
Sviluppa la fraternità scout attraverso le iniziative degli organismi internazionali scout e sostiene la crescita dello scautismo nei paesi più disagiati o in via di sviluppo.
Settore comunicazione
Sviluppa la competenza e la sensibilità alla comunicazione e gestisce le riviste associative della testata Scout.

## Metodo e proposta educativa

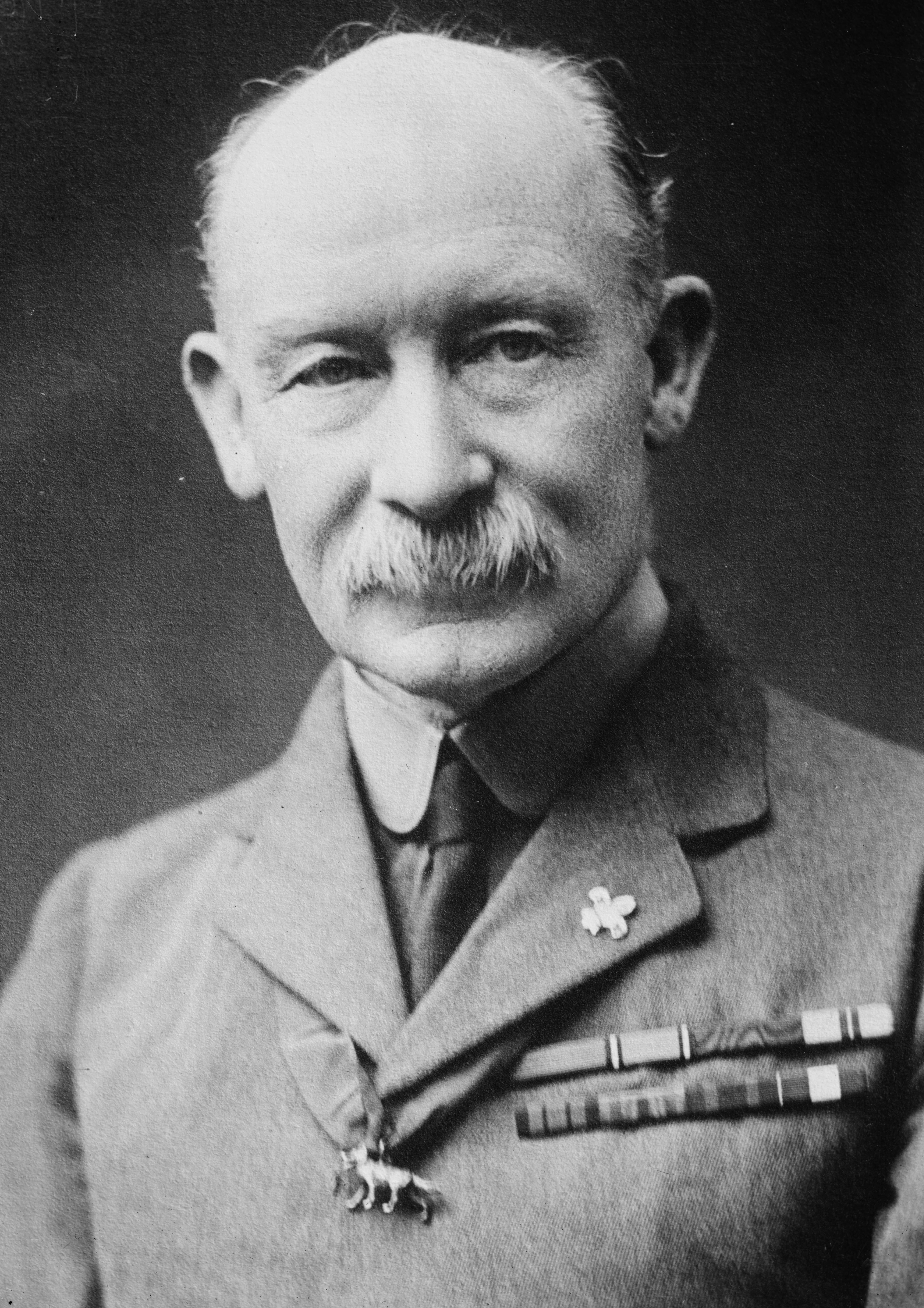
Robert Baden-Powell, padre del movimento Scout

L'AGESCI utilizza un metodo educativo ispirato dall'esperienza e dagli scritti di Robert Baden-Powell. Tale metodo sostiene la crescita e lo sviluppo della persona abbracciandone la sua totalità toccando quelli che i capi educatori chiamano i quattro punti di B.-P.: salute e forza fisica, abilità manuale, formazione del carattere e servizio del prossimo. Ciò che in definitiva si proponeva Baden-Powell e che si propone tuttora lo scautismo è di formare dei buoni cittadini, persone in grado di lasciare il mondo almeno un po' migliore di come lo hanno trovato.
Il metodo scout fonda la sua forza sul valore dell'imparare facendo, attraverso un'esperienza concreta di vita all'aria aperta, di vita comunitaria e di sfida con sé stessi. Altro elemento del metodo scout è il linguaggio simbolico. Sono svariati i "pilastri" del metodo che vengono esplicitati, insiemi agli strumenti pratici, nel Regolamento Metodologico dell'associazione:
- l'educazione alla vita all'aria aperta e all'essenzialità;
- l'educazione alla cittadinanza;
- l'educazione alla mondialità e alla pace;
- l'educazione all'amore e coeducazione;
- l'educazione alla fede (proposta cattolica).

La proposta educativa si attua attraverso le attività e le occasioni proposte nelle tre branche (vedi la sezione relativa all'organizzazione). Ogni branca ha peculiarità proprie per meglio adattarsi alle differenti fasce di età e quindi alle differenti esigenze che nascono nei/lle bambini/e, negli/lle adolescenti e nei/lle giovani.
Inoltre è importante la progressione personale, in cui ognuno cerca di migliorare dandosi degli obiettivi su quattro punti: me stesso/a, il rapporto con gli/le altri/e, il rapporto con il gruppo e il rapporto con la fede cattolica.

### Branca Lupetti e Coccinelle

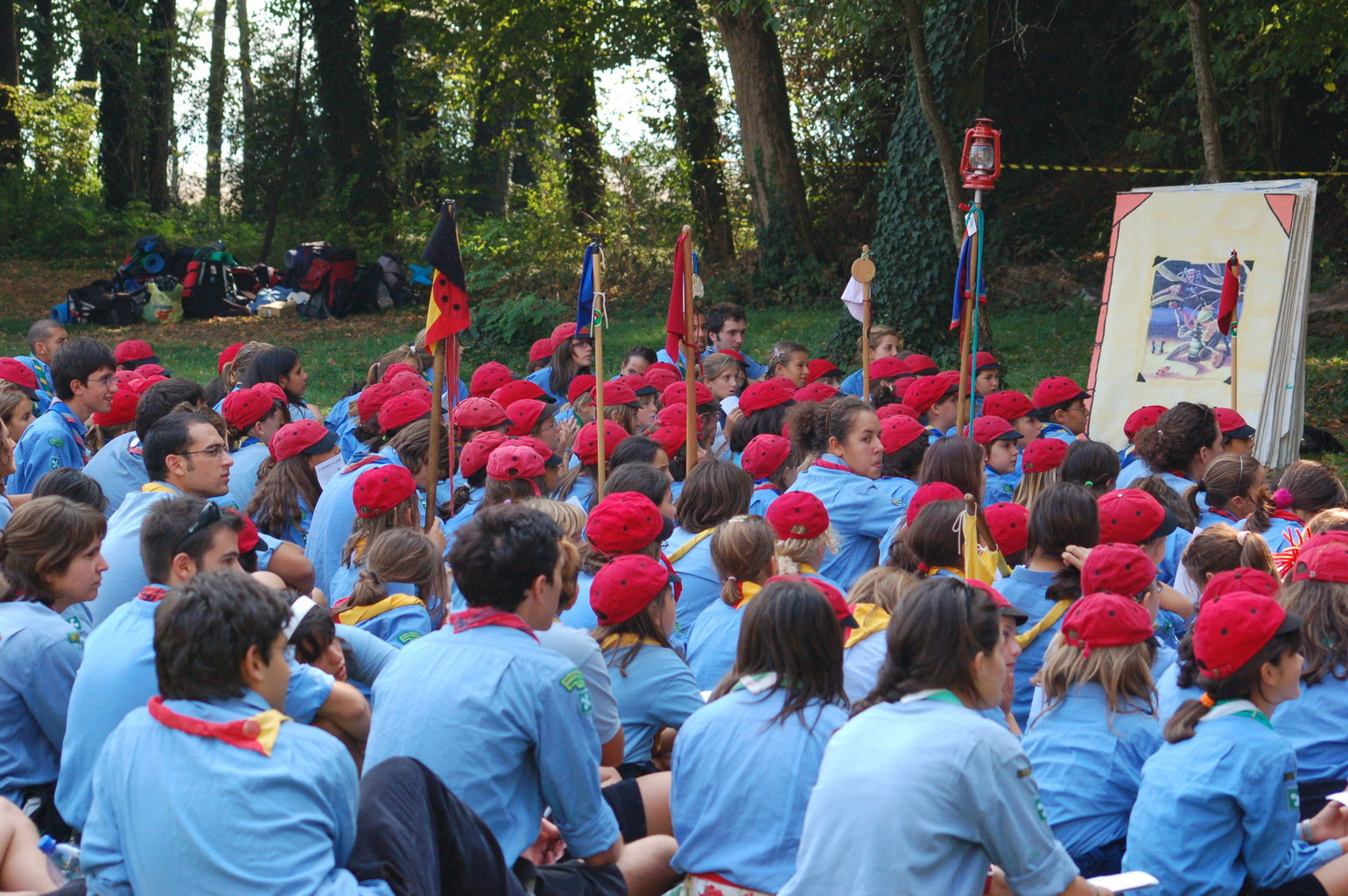
Coccinelle AGESCI al Volo Regionale Lombardo (22-23 settembre 2007)

La Branca L/C (8 - 11/12 anni) ha come elemento centrale della proposta educativa il gioco e l'ambiente fantastico. Per quanto riguarda i/le Lupetti/e l'ambiente è quello della giungla ed è stato adattato da Robert Baden-Powell da Il libro della giungla di Rudyard Kipling cui lo stesso autore aveva dato il permesso per l'utilizzo e le necessarie modifiche. Per le Coccinelle l'ambiente fantastico è quello del bosco basato sul libro Sette punti neri scritto da Cristiana Ruschi del Punta e dalla Pattuglia nazionale di Branca L/C.
Nella Branca L/C tutto ruota intorno al gioco e quindi al: saper seguire delle regole precise e magari complesse, saper perdere e saper vincere, giocare in squadra e per la squadra. I capi unità devono creare un clima di famiglia felice all'interno della piccola comunità in cui operano, facendo sentire ognuno fratello dell'altro, mirando all'aspetto di orizzontalità delle esigenze dei bambini rispetto alla verticalità costituita dalle differenti età. I bambini e le bambine devono saper prendere degli impegni che concordano con i capi che quasi sempre assumono dei nomi peculiari (ripresi dai libri di riferimento) dell'ambientazione: i capi branco avranno pertanto i nomi di Akela, Bagheera, Kaa e così via mentre i capi cerchio potranno essere Arcanda, Mi, Scibà ecc. Gli impegni presi sono poi verificati insieme ai vecchi lupi e alle coccinelle anziane e visualizzati nella sede dell'unità.
La Branca L/C ha come riferimento spirituale e come patroni San Francesco e Santa Chiara, due figure che risultano essere semplici e di facile comprensione per un bambino.

### Branca Esploratori e Guide
La Branca E/G (11/12 - 16 anni) ha come elemento centrale della proposta educativa l'avventura. Essa è l'esca educativa a disposizione dei capi reparto per offrire al/la ragazzo/a le occasioni di crescita. Il reparto è formato da squadriglie (6/8 componenti dello stesso sesso); esse sono il primo luogo di crescita dei ragazzi. Le squadriglie prendono nomi di animali (secondo la tradizione espressa da Baden-Powell in "Scautismo per ragazzi"). Al loro interno non si parla di gerarchia ma di verticalità: il più grande aiuta il più piccolo nel "trapasso delle nozioni" (la competenza e la conoscenza delle tecniche scout, delle abitudini e delle regole comportamentali vengono trasferite senza che ci sia un insegnamento di tipo nozionistico) incominciando a vivere, in questo modo, lo scautismo con spirito di servizio che svilupperà meglio nella comunità R/S. Il più grande ha inoltre responsabilità del più piccolo.
È la squadriglia, quindi, il nucleo fondamentale del reparto, all'interno della quale i/le ragazzi/e vivono la maggior parte delle attività: uscite (solitamente con pernottamento e a cadenza mensile), campi invernali ed estivi, imprese e missioni. I più grandi fanno parte spesso dell'alta squadriglia, una struttura nata per soddisfare necessità dei più grandi del reparto che spesso differiscono da quelle dei più piccoli.
Nel suo insieme il reparto ha due strutture fondamentali per garantire il protagonismo dei ragazzi:
- il Consiglio della Legge (cioè l'assemblea plenaria del reparto, nonché il principale strumento di verifica delle imprese di reparto e del sentiero di ciascun/a ragazzo/a);
- il Consiglio dei Capi (cioè l'organo di gestione della vita del reparto, formato dai capi reparto, dai capi squadriglia e dall'assistente ecclesiastico. In questa sede i/le ragazzi/e capi squadriglia e quindi i più esperti della comunità, insieme ai loro capi, prendono le decisioni, programmano, osservano e verificano regolarmente l'andamento del reparto. È uno strumento che offre occasioni per sperimentare la responsabilità nei confronti di cose e persone e, contemporaneamente, fare esperienza di democrazia).

La Branca E/G ha come patrono San Giorgio, scelto dal fondatore B.-P. e comune a tutti gli scout del mondo.

### Branca Rover e Scolte
La Branca R/S (16 - 20/21 anni) si differenzia dalle altre per la presenza di due momenti distinti, il noviziato e il clan. Il noviziato dura un anno ed è un momento privilegiato per conoscere il differente modo di vivere lo scautismo in un'età in cui le scelte divengono fondamentali per la vita dell'adulto che sarà poi. I punti fondamentali di questa branca sono: la comunità, il servizio, la fede, la politica e la strada, temi sui quali le ragazze e i ragazzi lavorano nel loro cammino e che verificano periodicamente attraverso i cosiddetti "punti della Strada".
Dopo il periodo di noviziato, durante il quale il ragazzo o la ragazza decide se proseguire o meno il proprio percorso scout, si entra in clan/fuoco. Generalmente, il periodo del clan dura circa 3 anni e si concluderà con la Partenza scout. L'eventuale ingresso in Comunità Capi è una possibile scelta successiva.
Il clan, differentemente dalle altre unità scout, viene sentito in modo profondamente comunitario, partecipe e presente, come mai prima, della vita del rover o della scolta. Il clan ha alla sua base una carta scritta dalla comunità (generalmente ogni 3 o 4 anni, quando, cioè si è compiuto il ricambio delle persone nella comunità): la carta di clan. I santi patroni di questa Branca sono San Paolo e Santa Caterina.

#### Proposte a livello nazionale e regionale
Ai ragazzi e ragazze di questa fascia d'età vengono proposti alcuni eventi a partecipazione individuale organizzati dalle Regioni o dal livello nazionale:
- EPPPI - Eventi di progressione personale a partecipazione individuale
- ROSS - Route di Orientamento alle Scelte di Servizio
- Cantieri
- Eventi/incontri per partenti
- Campi di specializzazione

##### ROSS - Route di Orientamento alla Scelta di Servizio
ROSS è una sigla, acronimo che indica la "Route di Orientamento alla Scelta di Servizio". Un evento promosso dall'associazione AGESCI per permettere ai ragazzi, in prossimità della partenza, di verificare e fare sintesi sul proprio percorso scout.
La Route di Orientamento della Scelta di Servizio è un evento di una settimana, in cui riflette sulle tre scelte del partente (scelta di fede, scelta politica e scelta di servizio) e sul proprio percorso scout.
La settimana è vissuta in stile R/S e si inserisce nel cammino di progressione personale come momento educativo e non formativo.
La partecipazione alla route è riservata ai ragazzi che sono alla fine del loro percorso scout; solitamente, rover e scolte che sono a un anno dal prendere la partenza (tra i 20 e i 21 anni).
I capi campo durante l'evento, differenti dai propri capi unità, forniscono la voce dell'associazione e la loro personale esperienza riguardo l'adesione alle tre scelte.
Vengono proposte delle attività che: aiutano a riflettere su ognuna delle tre scelte (fede, servizio e politica), a capire i propri punti fermi e le proprie indecisioni, a riflettere sulla propria vita, a chiedersi a che punto si è, dove si vuole arrivare e come fare per arrivarci.
La ROSS ha come obiettivi:
- approfondire la valenza del servizio;
- aiutare i ragazzi a orientarsi nella scelta del servizio;
- fornire un'occasione di verifica del proprio cammino esperienziale e vocazionale attraverso la presentazione di alcune figure (adulto - cristiano - volontario);
- fornire un'occasione di un punto della strada per le sole fasi di verifica e confronto del proprio progetto personale (le fasi di progetto e di programma si svilupperanno successivamente in clan) verso la partenza.

## Incontri nazionali
L'associazione, a intervalli temporali non regolari, propone e ha proposto degli incontri nazionali.

### Campi nazionale esploratori e guide
Oltre le due edizioni, del 1983 e del 2003, nel 1989 si sono svolti gli Alisei: un campo nazionale sebbene organizzato a rete in numerose località. Già nel 1974 presso il Lago di Vico, a pochi mesi dalla nascita dell'AGESCI, si svolse l'ultimo campo nazionale dell'ASCI che accolse però sia ragazzi che ragazze. Da notare che, a differenza di altre nazioni, non si usa la dizione di Jamboree nazionale.

#### 1983
Il Campo nazionale 1983 si è svolto dal 26 luglio al 4 agosto in Abruzzo nei comuni di Barrea, Villetta Barrea e Civitella Alfedena nei pressi del Parco nazionale d'Abruzzo, Lazio e Molise e in Umbria in quello di Nocera Umbra.
Fu suddiviso nei tre sottocampi Acqua, Terra e Aria, ciascuno di essi focalizzato con attività legate al suo titolo. Richiamava questa impostazione il canto del Campo, "L'acqua, la terra, il cielo", che negli anni a seguire divenne una delle canzoni più amate delle attività della Branca E/G e, più in generale, tra gli scout.

#### 2003
Il campo nazionale 2003 si è svolto dal 28 luglio al 7 agosto in quattro località italiane: Vialfrè (Torino), Monteleone di Spoleto (Perugia), Montella (Avellino) e Assemini (Cagliari). Esso ha visto la partecipazione, tra E/G ed R/S al servizio, di circa 20.000 scout distribuiti nelle 4 località e il suo motto è stato "squadriglia, un'avventura nel tempo". Giovanni Paolo II, il 3 agosto, ha lasciato un messaggio ai partecipanti.

### Campo nazionale nautico esploratori e guide
È un particolare campo estivo, non a scadenza prefissata, cui prendono parte reparti nautici, a indirizzo nautico e anche terrestri provenienti da tutta Italia. In questo tipo di campo si privilegiano le attività centrate sull'ambiente acqua in tutte le sue forme: dalla voga alla vela, dalla canoa al windsurf, dal nuoto alla carpenteria navale etc.

#### Campo nazionale nautico "San Salvador"
Il campo nazionale nautico "San Salvador" si è tenuto dal 23 luglio al 1º agosto 1993 sul lago di Bracciano. Vi hanno partecipato 26 reparti provenienti da tutta Italia e una delegazione di scout spagnoli per un totale di circa 600 scout e 80 capi.

#### Secondo campo nazionale nautico
Il secondo campo nazionale nautico si è tenuto nell'estate 2001 nuovamente presso la base nautica nazionale di Bracciano. Al campo presero parte circa 1.000 scout appartenenti a reparti nautici provenienti da tutta Italia. I reparti vennero gemellati tra loro e l'intero campo fu suddiviso in sottocampi. Tra le principali attività rivolte ai partecipanti sono da ricordare: corsi di vela, di canoa, di windsurf e di pallanuoto.

#### Evento nazionale nautico "Avanti tutta"
L'Evento nazionale nautico "Avanti tutta" si è tenuto presso il lago di Barrea dal 29 luglio al 1º agosto 2010. L'evento è stato organizzato per celebrare il centenario dello Scautismo nautico e vi hanno partecipato circa 1100 E/G.

### Route nazionali rover e scolte
La prima route nazionale della branca rover e scolte si svolse a La Mandria (Piemonte) nel 1975, nel periodo immediatamente successivo alla fusione di ASCI e AGI nell'AGESCI la prima parte della route fu di campo mobile itinerante, con più unità raggruppate in comunità di formazione di circa 50 persone, con percorsi molto diversi. I giorni di campo fisso a La Mandria sono stati caratterizzati da numerosi laboratori e incontri tematici. Il tema "costruiamo il nostro tempo" era dedicato alla torre di Babele; una delle canzoni caratteristiche era "costruiremo una torre alta fino al cielo". La metafora significava che per essere costruttivi bisogna evitare la ricerca del potere ma essere una comunità solida e sapere confrontarsi anche quando si hanno linguaggi diversi quindi collaborare prendendosi carico ognuno della propria parte di impegno.
Simboli fisici di questi concetti erano due strutture di cupole geodetiche di Fuller una in legno come le tipiche costruzioni scout e una in materiali nuovi come quelli che costituivano i prototipi delle più moderne tende da campeggio; queste costruzioni rappresentavano anche la contemporaneità e continuità tra vecchio e nuovo nello scautismo. A questa route parteciparono circa 5000 rover e scolte riuniti in alcuni momenti comuni come la messa celebrata dal cardinale Michele Pellegrino che vedendosi avvicinare un temporale disse: "Noi siamo riparati ma vuol dire che il Cielo è dalla vostra parte." Si svolse anche un concerto che vide la partecipazione del cantautore Angelo Branduardi e del gruppo Napoli Centrale. Tra le personalità che visitarono La Mandria quei giorni ci fu anche Gianni Rodari.
La seconda route nazionale si è tenuta dal 1º al 10 agosto 1986. La prima parte della route fu di campo mobile, con più unità raggruppate in comunità di formazione di circa 50 persone, con percorsi molto diversi (le unità potevano tuttavia scegliere, all'atto dell'iscrizione, tre tipi di percorsi, "facile", "difficile" e "in bicicletta") ma ovviamente tutti nelle zone dell'Italia centrale prossime alla località della seconda parte, di campo fisso, che si svolse in Abruzzo ai "Piani di Pezza". La canzone della route "Il tesoro" entrò poi nella tradizione AGESCI, così come anche la "seconda arrivata" all'informale selezione - ovvero "Pronti a servire (e ancora Scouting for Boys)".
Tra le attività memorabili della parte di campo fisso è sicuramente da annoverare la celebrazione eucaristica presieduta da papa Giovanni Paolo II, che ebbe vasta eco anche nella stampa nazionale. Altrettanto degna di nota fu anche la serata di veglia/spettacolo, nello stesso anfiteatro naturale della messa, che lanciò un'altra canzone molto amata dagli scout "Cenerentola".
L'ultima Route nazionale della branca R/S si è svolta, considerando sia le parti regionali che quella nazionale, dal 1º al 10 agosto 2014 in Toscana presso il parco di San Rossore, frazione di Pisa.

### Route nazionali delle Comunità Capi
La prima si è svolta nel 1979 a Bedonia (Parma), per fare una sintesi dei primi cinque anni dalla fusione fra AGI e ASCI.
La seconda si è tenuta nel 1997, dal 2 al 9 agosto a Montella (Avellino).
La terza si è tenuta dal 22 al 25 agosto 2024 a Villa Buri (Verona).

## Onorificenze
Conferita il 11/10/2010